# Autoput A2 (Montenegro)
Die Autoput A2 (montenegrinisch für „Autobahn A2“), auch Jadransko–Jonski Autoput genannt, ist eine geplante Autobahn in Montenegro. Sie soll ein Teil der adriatisch-ionischen Autobahn werden und von der bosnisch-herzegowinischen Grenze in der Nähe von Grahovo über Budva und Bar zur albanischen Grenze vor Shkodra führen. Die A2 wird etwa 130 Kilometer lang werden.
Die Autobahn soll bis im Jahr 2030 fertiggestellt werden.

## Streckenführung
Der Beginn der Autobahn A2 soll an der bosnisch-herzegowinischen Grenze in der Nähe von Nudo bei Grahovo liegen, von dort ostwärts und nördlich der Bucht von Kotor verlaufen und hinter Cetinje nach einem Autobahndreieck Gradac mit der dort beginnenden A1 nach Süden verschwenken, um den Skutarisee südlich zu umgehen. Nach einem weiteren Dreieck mit der geplanten Schnellstraße Budva–Herceg Novi geht es weiter zur bestehenden Trasse der Magistralni put M1.1. Diese soll mit einer zweiten Fahrbahn ausgebaut und danach aufgestuft werden. Die A2 umfährt im Anschluss Bar und Ulcinj nördlich und erreicht bei Sukobin die albanische Grenze. Hinter dieser wird sie an Shkodra vorbei als zur Autobahn ausgebaute SH1 weitergeführt.

## Planung

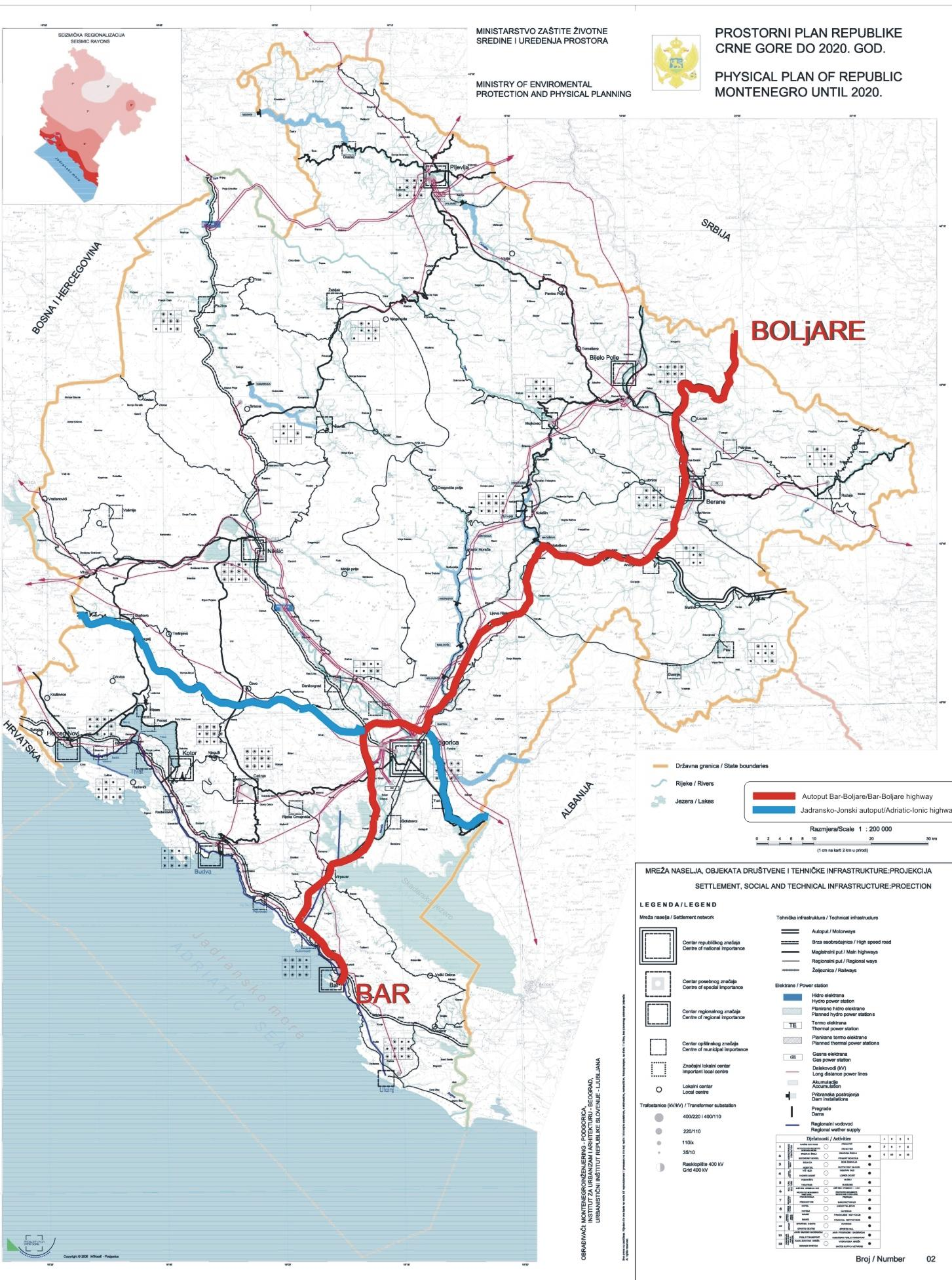
Ursprüngliche Planung für das Autobahnnetz Montenegros aus dem Jahr 2000, A2 in blau

Im Rahmen des montenegrinischen Raumordnungsplanes 2000 (Prostornog plana Crne Gore, kurz PPCG 2000) war eine nördlichere Trasse der A2 geplant. Die sollte identisch bei Nudo beginnen und ebenfalls nördlich der Bucht von Kotor verlaufen, dann aber hinter Cetinje nördlicher in Richtung Podgorica verlaufen und bei Beri auf die A1 treffen. Von dort sollte eine gemeinsame Strecke als West-Nord-Umfahrung der Hauptstadt bis Smokovac folgen, bevor die A2 nach Osten abzweigen und nördlich des Skutarisees bis zur Grenze bei Božaj führen sollte. Die Umsetzung dieser Trasse war bis 2020 geplant. Die Länge der Autobahn hätte etwa 95 Kilometer betragen.
Am 28. März 2023 trafen sich Vertreter von Bosnien und Herzegowina und Montenegro, um unter anderem über das Projekt zu diskutieren.
Denn zwischenzeitlich hatte es bei den Überlegungen zum neuen Raumordnungsplan CCPG 2020 erhebliche Umplanungen der Autobahnen und Schnellstraßen an der Küste und im Küstenhinterland gegeben. Damit wird unter anderem Rechnung getragen, dass die ursprünglich geplante Querung des Skutarisees im Verlauf der A1 ökologisch höchst umstritten war und durch eine südwestliche Umfahrung des Sees ersetzt wurde.  Auch in Anbetracht begrenzter finanzieller Mittel erfolgte eine Straffung des Netzplanes und es soll die Verbindung Podgorica–Albanien nur noch als Schnellstraße ausgeführt werden, während im Süden die geplante Schnellstraße nach Shkodra nunmehr durch diese Autobahn ersetzt wird. Da es sich bei der neutrassierten Autoput A2 um einen transeuropäischen Verkehrsweg handelt, ist mit hohen Zuschüssen aus EU-Mitteln zu rechnen.

## Realisierung

### Ausschreibungen
Die Autobahn sollte im Januar 2024 ausgeschrieben werden und bis 2030 fertiggestellt werden.